# Критическая психология
Критическая психология — базирующееся на марксизме направление в психологии, возникшее в Германии в конце 60-х годов XX века. Самоназвание критическая психология используется различными академическими направлениями в психологии. Ключевое отличие критической психологии от большинства психологических течений в том, что приверженцы этого направления ориентируются в основном на социальные изменения как средство профилактики и лечения психопатологии.
Критические психологи считают, что традиционная психология не учитывает, как различия между социальными классами и группами могут повлиять на психическое и физическое благополучие индивида или группы, тогда как распространенные подходы, например, психоанализ и гуманистическая психология фокусируются на индивидуальных характеристиках человека.
Основная идея направления заключается в том, что популярная психология служит интересам властной элиты, игнорируя способность людей изменять свои жизненные обстоятельства. Согласно критическим подходам, психотерапия не может быть ценностно и политически нейтральной, и внутри неё также реализуются отношения власти. Критические психологи предлагают открыто признать роль социополитических и экономических условий и выстраивать психотерапевтическую практику с учётом принципов, направленных на изменение статуса-кво в интересах человеческого благополучия.
Общность подходов критической психологии (также как социальный конструктивизм в психологии, феноменологическая психология, психоаналитическая социальная психология), заключается в их разграничении от школ психологии, ориентированных на естественные науки.
Особое место в критической психологии занимает исследование развития психики в конкретных типах обществ, изучение представителей конкретных социальных групп, классов, слоев общества. Одно из основных понятий этого направления — «способность к действию», под которой понимается способность индивида благодаря его участию в жизни общества контролировать свои собственные условия жизни и распоряжаться ими.
Основные понятия критической психологии предназначены для исследования предметной науки, то есть анализа субъективных проблем, который исходит из точки зрения затронутых и отражает конкретную связь психических, социальных и социальных моментов. Она призвана обеспечить социальное самоосознание основ действия, предполагая, что социальные отношения созданы людьми и, следовательно, изменчивы, и открывает соответствующие возможности для действий.

## История

### Школа Хольцкампа
Впервые термин «критическая психология» начал использоваться в 1970-х в Свободном университете Берлина. Большинство литературы по критической психологии существует на немецком и долгое время не переводилось на другие языки, из-за чего она развивалась достаточно изолировано. Несмотря на то, что всё больше работ переводятся на английский, многие авторы все ещё изданы исключительно на немецком языке. Немецкая критическая психология уходит корнями в послевоенное студенческое движение в 1960-х годах, которое во много повлияло на взгляды основоположника критической психологии Клауса Хольцкампа. Хольцкамп предложил рассматривать психологию как «науку с точки зрения субъекта».
В 1977 году в Марбурге состоялся первый «Конгресс критической психологии» в контексте «Школы Хольцкампа» с участием более 3000 участников, после этого состоялось ещё несколько конференций, в наше время организован университет дополнительного образования, специализирующийся на критической психологии.
Одной из самых важных книг для всего направления является «Основы психологии» (Grundlegung der Psychologie) К.Хольцкампа, увидевшая свет в 1983 году. Книгу можно считать первым теоретическим основателем критической психологии. До публикации этого труда Хольцкамп написал две книги по теории науки и одну по сенсорному восприятию, при этом в книгах по теории науки он придерживался отличных от описанных в «основах психологии» взглядов.
В критической психологии немало внимания уделяется теории деятельности А. Н. Леонтьева — критике и дальнейшему развитию данной теории, в том числе исследованиям деятельности и «образа мира» в социогенезе, а также онтогенезу и актуалгенезу психики у представителей разных классов, групп, слоев современного общества, что практически не рассматривалось в теории деятельности.
Другой важный источник для критической психологии — теория личности Люсьена Сева. Он предложил концепцию «матриц социальной активности» в качестве структуры-посредника между индивидуальным и социальным воспроизводством. В «Основах психологии» были систематически интегрирована предыдущую работа критических психологов Свободного университета Берлина. В результате анализа воспроизводства, восприятия и познания Хольцкамп определил значение как исторически и культурно сконструированные, целенаправленные концептуальные структуры, которые люди создают в тесной связи с материальной культурой и в контексте исторически специфических форм общественного воспроизводства.

### Иан Паркер
В 1999 году Иан Паркер опубликовал влиятельный манифест как в онлайн-журнале «Радикальная психология», так и в Ежегодном обзоре критической психологии. В этом манифесте утверждается, что критическая психология должна включать следующие четыре компонента:
1. Систематическое изучение того, как одни разновидности психологического действия и опыта имеют преимущество перед другими, как доминирующие представления о «психологии» действуют идеологически и служат власти;
2. Изучение способов, которыми все разновидности психологии культурно исторически сконструированы, и того, как альтернативные разновидности психологии могут подтверждать или противостоять идеологическим предположениям в основных моделях;
3. Изучение форм наблюдения и саморегуляции в повседневной жизни и способов, с помощью которых психологическая культура действует за пределами академической и профессиональной практики;
4. Исследование того, как повседневная «обычная психология» структурирует академическую и профессиональную работу в области психологии и как повседневная деятельность может стать основой для сопротивления современным дисциплинарным практикам.

### Критическая психология и радикальная психология
В 1960-х и 1970-х годах термин «радикальная психология» использовался психологами для обозначения отрасли науки, которая отвергала ориентацию традиционной психологии на личность как основную единицу анализа и единственный источник психопатологии. Вместо этого радикальные психологи исследовали роль общества в возникновении и лечении проблем и рассматривали социальные изменения как альтернативу терапии для лечения психических заболеваний и как средство профилактики психопатологии. В психиатрии часто использовался термин «антипсихиатрия», и теперь активисты предпочитают использовать термин «критическая психиатрия».
Критическая психология в настоящее время является предпочтительным термином для направлений психологии, стремящих найти альтернативы тому, как другие направления психологии сводят человеческий опыт к уровню личности и тем самым лишают возможности радикальных социальных изменений.

### Критическая психология сегодня
Существует несколько международных журналов, посвященных критической психологии, в том числе больше не публикуемый Международный журнал критической психологии и Ежегодный обзор критической психологии. Журналы ориентированы на академическую аудиторию, Ежегодный обзор критической психологии издается как онлайн-журнал с открытым доступом.
В Лондоне находится «Сетевая группа критической психотерапии» (The Critical Psychotherapy Network). На сайте организации размещен её манифест.

## Понятие критического
Если целью научной работы является подвергнуть сомнению, дополнить, перестроить и, если необходимо, отвергнуть уже существующие теоретические представления о предметной области, то науку в принципе можно назвать «критической». На этом фоне часто возникает вопрос, почему обозначение «критическая психология» подчеркивает (казалось бы) самоочевидный факт. Его представители обосновывают это претензией на то, чтобы сделать дополнительный акцент «критического» на подчеркивании социальной обусловленности «буржуазной» психологии: критикуются социальные условия, в которых, по словам Маркса, человек является «деградированным, порабощенным, брошенным, презренным существом». Критикуется «институциональная» психология, которая не только отражает эти условия в себе, но и способствует их поддержанию, не только там, где её можно использовать инструментально (например, чтобы сделать эффективными методы пыток), но уже на теоретическом уровне — путем концептуального и методологического сведения людей к уровню организмов без истории, которые с неизбежностью реагируют на естественную среду.
«Критическое» в критической психологии соответствует «критическому» в критической теории.

## На международном уровне
Ранний международный обзор перспектив критической психологии можно найти в книге «Критическая психология: голоса за перемены» под редакцией Тода Слоана (Macmillan, 2000). В 2015 году Иэн Паркер редактировал Справочник по критической психологии.

### Германия
В Берлине критическая психология на самом деле не рассматривалась как раздел психологии и следовала своей собственной методологии, пытаясь переформулировать традиционную психологию на неортодоксальной марксистской основе и опираясь на советские идеи культурно-исторической психологии. Несколько лет назад кафедра критической психологии в ФУ-Берлине была объединена с кафедрой традиционной психологии.
Апрельский выпуск журнала Theory & Psychology (под редакцией Десмонда Пейнтера, Афанасиоса Марвакиса и Леендерта Моса) посвящен изучению немецкой критической психологии.

### Южная Африка
Университет Квазулу-Натал в Дурбане, Южная Африка, является одним из немногих в мире, предлагающих магистерский курс по критической психологии. Обзор критической психологии в Южной Африке был дан в статье Десмонда Пейнтера и Мартина Терре Бланша «Критическая психология в Южной Африке: оглядываясь назад и глядя вперед».

### Соединённые Штаты и Канада
Докторская программа по критической социальной/личностной психологии и психологии окружающей среды в аспирантуре CUNY-единственная докторская программа по критической психологии в Соединённых Штатах. Колледж Прескотта в Прескотте, штат Аризона, предлагает онлайн-магистерскую программу по критической психологии и человеческим услугам и имеет критически ориентированную программу бакалавриата. Калифорнийский институт интегральных исследований в Сан-Франциско также предлагает программу завершения бакалавриата со степенью бакалавра в области критической психологии, и критические перспективы иногда встречаются в традиционных университетах, возможно, особенно в рамках программ общественной психологии. Университет Западной Джорджии предлагает степень доктора философии в области сознания и общества, при этом критическая психология является одним из трех основных теоретических направлений. Усилия Северной Америки включают основание RadPsyNet в 1993 году, публикацию 1997 года «Критическая психология: введение» , конференция по критической психологии 2001 года в Монтерее.